# アグスティン・フェルナンド・ムニョス
アグスティン・フェルナンド・ムーニョス・イ・サンチェス（Agustín Fernando Muñoz y Sánchez, 1808年5月4日 - 1873年9月13日）は、スペイン女王イサベル2世の母后マリア・クリスティーナ・デ・ボルボン＝ドス・シシリアスの身分違いの再婚相手。王太后との結婚が承認された際、初代リアンサレス公爵（I Duque de Riánsares）を授けられた。

## 生涯
クエンカ県のタランコンに生まれた。父親はタバコ貿易の管理官、または政府が独占するタバコの販売を担当する役人だった。父方祖母がカルロータ・ホアキーナ王女の養育係見習いだった縁故から、王室の近衛兵に任命され、すぐに王妃マリア・クリスティーナを魅了した。ある同時代人によれば、ムニョスは王妃が乗っていた馬が暴走した時にこれを止めて王妃の心を掴んだ。また別の同時代人によれば、彼は王妃の落としたハンカチを拾っただけで王妃を魅了したという。王妃の夫フェルナンド7世が1833年9月29日に亡くなると、ムニョスと王太后となったマリア・クリスティーナはすぐに極秘結婚した。
この秘密結婚が知れれば、マリア・クリスティーナは幼い長女イサベル2世女王の摂政の地位を追われることは必定であり、案の定ムニョスと王太后の関係は誰もが知るところとなった。1836年8月13日、王室の夏の宮殿であるラ・グランハ宮殿を警備していた兵士たちが暴動を起こし、摂政王太后に憲法を順守することを約束させた。このとき兵士たちは躊躇する王太后に遵守を強要するため、彼女の夫ムーニョスを人質にとって彼を射殺すると脅した、と一般の人々は信じた（これは実際には誤りである）。1840年、マリア・クリスティーナは完全に立場を失い、ムーニョスを伴って国外に退去し、同時に結婚していることを公表した。1843年、夫妻はバルドメロ・エスパルテロが失脚するとともにスペインに帰った。
1844年、マリア・クリスティーナの長女イサベル2世女王は親政を開始すると、母の再婚に承認を与え、結婚を公的に完全なものとした。女王の継父であるムーニョスはリアンサレス公爵に叙せられ、金羊毛騎士団騎士となった。またムーニョスは女王の同母妹ルイサ・フェルナンダ王女の舅である、フランス王ルイ・フィリップからモン・モロ公爵位とレジョン・ドヌール勲章を受けた。
王太后が国内の革命運動によって1854年に最終的に国外に亡命するまで、ムニョスは鉄道管理権の運用と株取引で莫大な富を築いたと言われる。ムーニョスには政治的野心は全く無かった。当時の上流階級の人々は皆、ムーニョスが優れた容貌をしているだけでなく、親切で上品な人物であることを認めていた。ムーニョスは1873年、妻に先立ってル・アーヴル近郊のラドルスで没した。

## 子女
妻マリア・クリスティーナとの間に7人の子供をもうけた。
- マリア・アンパロ（1834年 - 1864年） - 初代ビスタ・アレグレ女伯爵、ヴワディスワフ・チャルトリスキ公爵と結婚
- マリア・デ・ロス・ミラグロス（1835年 - 1903年） - 初代カスティーリェホ女侯爵、第2代マッツァーノ・エド・アントゥニ公（イタリア語版）に嫁す
- アグスティン（1837年 - 1855年） - 初代タランコン公爵、エクアドル公
- フェルナンド（1838年 - 1910年） - 第2代リアンサレス公爵、第2代タランコン公爵
- マリア・クリスティーナ（1840年 - 1921年） - 初代イサベラ女侯爵、第8代カンポ・サグラド侯爵に嫁す
- フアン（1844年 - 1863年） - 初代レクエルド伯爵
- ホセ（1846年 - 1863年） - 初代グラシア伯爵